# Frank Henderson
Frank Henderson (14 dicembre 1931) è un giocatore di poker statunitense.

## Carriera
Nel mondo del poker è conosciuto per due importanti risultati: un secondo posto nel Main Event delle WSOP 1987 dopo l'heads-up finale contro Johnny Chan e il braccialetto vinto due anni dopo, nel 1989, nella specialità Pot Limit Omaha, superando nel tavolo finale giocatori del calibro di T. J. Cloutier, Phil Hellmuth, Hoyt Corkins e Jay Heimowitz.
Al 2013, i suoi introiti derivati da tornei di poker superano 1.500.000$ e i suoi 36 piazzamenti a premi alle WSOP gli hanno fruttato 825.0076$.

## Braccialetti WSOP
| Anno | Torneo                 | Vincita (US$) |
| ---- | ---------------------- | ------------- |
| 1989 | $2.500 Pot Limit Omaha | $184.000      |